# 蟹地
蟹地是中国广东省广州市从化区的一个自然村。在太平镇北面约2000米，属太平村管辖。此地因地形像蟹而得名。清朝中期，村民由增城县鹰嘴迁来。1998年时，全村人口425人。